# Raynham, North Carolina
Raynham, North Carolina (енгл. Raynham) град је у америчкој савезној држави Северна Каролина.

## Демографија
По попису из 2010. године број становника је 72, што је 5 (7,5%) становника више него 2000. године.
| Група             | 2000.      | 2010.      |
| Белци             | 47 (70,1%) | 38 (52,8%) |
| Афроамериканци    | 4 (6,0%)   | 13 (18,1%) |
| Азијати           | 0 (0,0%)   | 5 (6,9%)   |
| Хиспаноамериканци | 0 (0,0%)   | 3 (4,2%)   |
| Укупно            | 67         | 72         |